# أوليفر راندولف
أوليفر راندولف (بالإنجليزية: Oliver Randolph)‏ هو محامي وسياسي أمريكي، ولد في 1882، وتوفي في 2 أكتوبر 1951. حزبياً، نشط في الحزب الجمهوري. وقد انتخب عضو جمعية نيوجيرسي العامة.